# Psammoecus fairmairei
Psammoecus fairmairei es una especie de coleóptero de la familia Silvanidae.
Habita en Samoa.